# Bactrocera breviaculeus
Bactrocera breviaculeus är en tvåvingeart som först beskrevs av Hardy 1951.  Bactrocera breviaculeus ingår i släktet Bactrocera och familjen borrflugor. Inga underarter finns listade.